# Кизил-Тумшук – Душанбе
Кизил-Тумшук – Душанбе — газопровід в Таджикистані, перший газопровід в історії країни.
Трубопровід спорудили для видачі продукції газового родовища Кизил-Тумшук, від якого до Душанбе було біля сотні кілометрів (по прямій). За одними даними, експлуатація газопроводу почалась вже у 1963 році, за іншими, його спорудили в 1964-му. Втім, також є відомості, що розробка Кизил-Тумшук стартувала лише в 1967 році.
Траса трубопроводу проходить західніше від міста Левакант, в якому у 1967-му почав роботу великий споживач природного газу – Вахшський азотно-туковий завод.
Запаси Кизил-Тумшук були вельми незначні, проте вже у 1973-му ввели в дію газопровід Келіф – Душанбе, який подав ресурс афганського походження, що міг спрямовуватись на південь Таджикистану по реверсованому трубопроводу Кизил-Тумшук – Душанбе. 
Станом на середину 2010-х газопровід Кизил-Тумшук – Душанбе знаходився у аварійному стані, тому плани відновлення виробництва на зазначеному вище азотному заводі передбачали спорудження трубопроводу Яван – Левакант.